# Ör-Ormesberga församling
Ör-Ormesberga församling var en församling inom Svenska kyrkan, i Öjaby pastorat i Östra Värends kontrakt, Växjö stift och Växjö kommun. Församlingen uppgick 2014 i Öjaby församling. 

## Administrativ historik
Församlingen bildades 2006 genom sammanslagning av Örs och Ormesberga församlingar. Församlingen ingick därefter till 2014 i Öjaby pastorat. Församlingen uppgick 2014 i Öjaby församling. 

## Kyrkor
Kyrkor i församlingen var Öhrs kyrka och Ormesberga kyrka.